# 封宝相
封宝相，名充。渤海蓨縣（今河北景縣）人。中國北齐、北周時期人物。父为北齐安德郡开国公封子绘，州辟主簿，不就。释褐北齐右丞相府参军，转司徒府士曹参军。北齐灭亡后（577年），归乡。年廿六，卒于本郡之邑，葬于父母茔墓之正东（今河北景縣封氏墓群）。

## 家族
- 祖父：封隆之，安德郡开国公，谥号宣懿。
- 父亲：封子绘，安德郡开国公，谥号忠简。
- 母亲：太原王氏王楚英
  - 兄：封宝盖
  - 姊妹：封宝首
  - 姊妹：封宝艳
  - 妹妹：封宝华
  - 妹妹：封宝丽